# Lampredotto

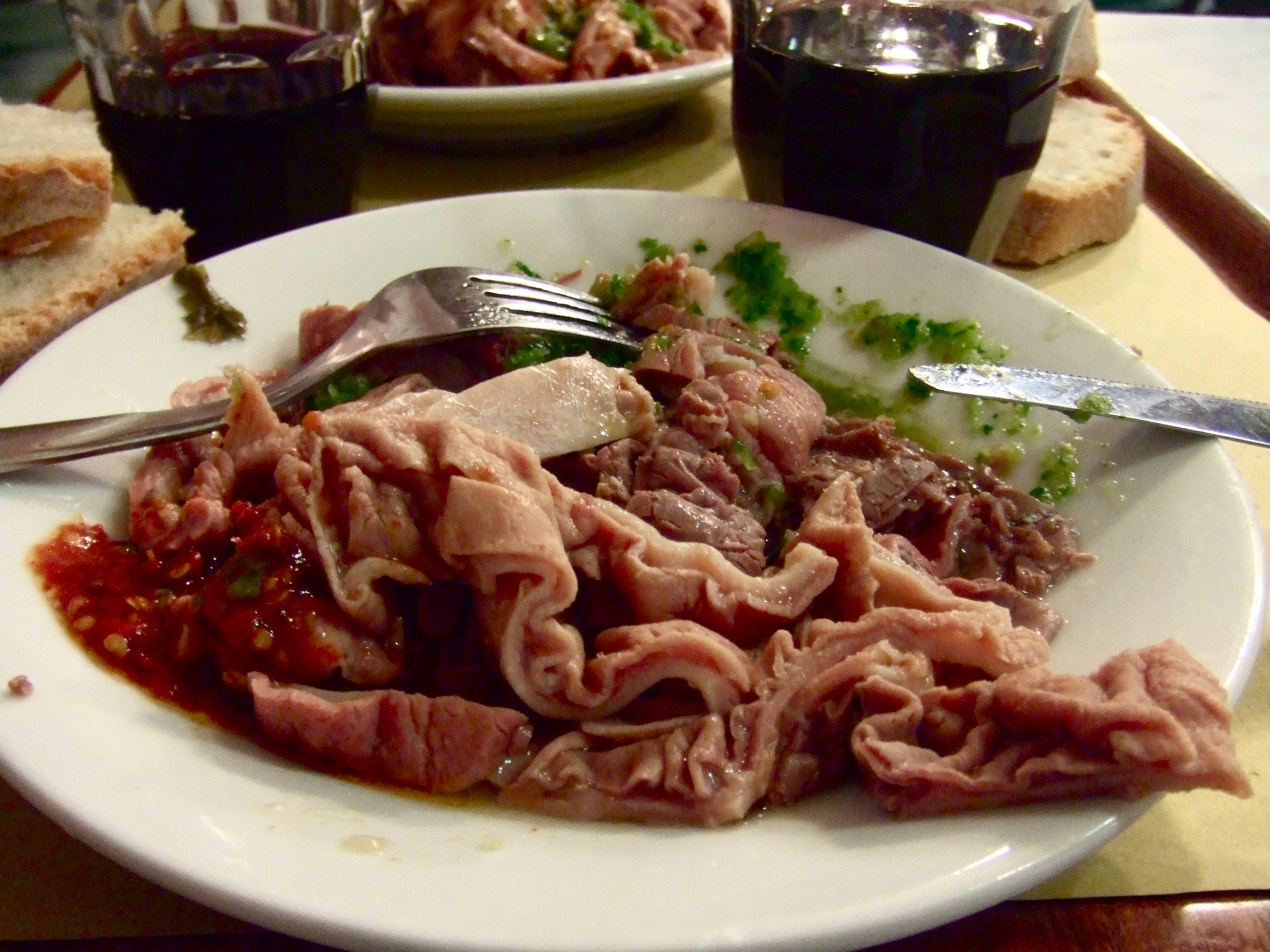
Lampredotto a les dues salses vermella i verda, servit en una parada del Mercat Central de Florència.

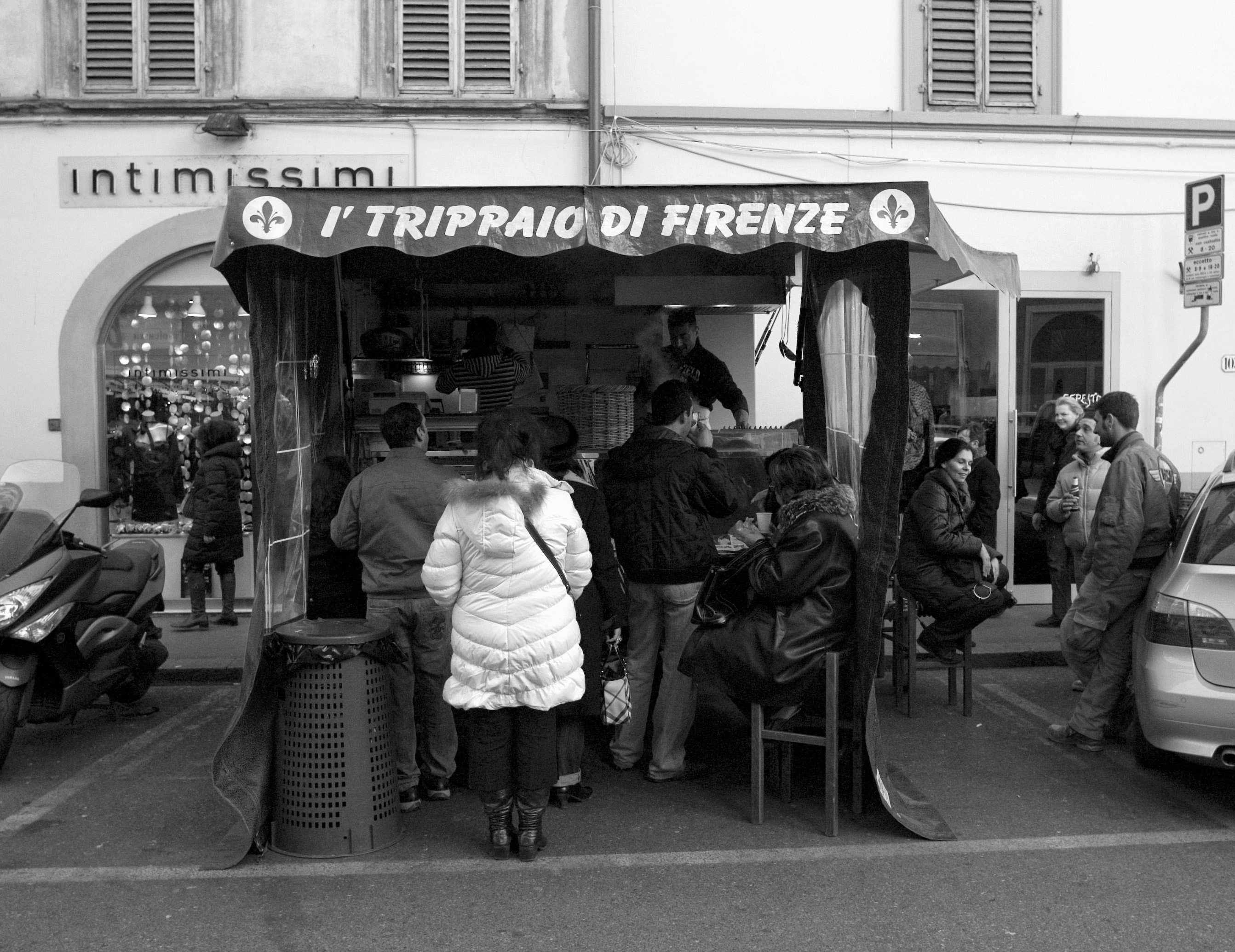
Una parada de lampredottai

El Lampredotto és un plat florentí basat en un dels quatre estómacs de bovins, l'abomàsum, localment anomenat lampredotto. El lampredotto és un típic plat camperol de cuina Florentina, que continua sent molt popular en la ciutat gràcies a la presència de nombroses parades, anomenades lampredottai, o venedors de lampredotto, situats en diferents zones de la ciutat.

## Característiques
El lampredotto consta d'una part prima, la gala, i una part més grassa anomenada Spannocchia. La gala, formada pels plecs de la mucosa de l'estómac interior, es caracteritza per petites crestes de color porpra i gust fort. La Spannocchia, part carnosa, té un color més clar i un gust delicat. El lampredotto deu el seu nom a la llamprea, i evoca la forma d'aquesta anguila, molt abundant en les aigües de l'Arno.

## Preparació
Es cuina durant llarg temps en aigua amb el tomàquet, la ceba, el julivert i l'api. Es pot menjar bullit i condimentat amb salsa verda que és la manera més generalitzada entre els florentins, o tallar en petits trossos com farciment d'un entrepà toscà salat, el semelle, la part superior del qual acostuma a amarar-se en el brou de la seva cocció. Molt popular a les parades dels lampredottai és també la versió al zimino sard, o en humit, amb verdura de fulles verdes, remolatxa en general.